# Клермонт (Каліфорнія)
Клермонт (англ. Claremont) — місто (англ. city), коледж-таун в США, в окрузі Лос-Анджелес штату Каліфорнія. Населення — 37 266 осіб (2020).
Розташоване в горах Сан-Габріель в 48 кілометрах на схід від центру Лос-Анджелеса. Місто відоме, насамперед, сімома вищими навчальними закладами, розташованими тут, а також вулицями, уздовж яких росте безліч дерев. Завдяки цьому за Клермонтом закріпилося прізвисько «Місто дерев та докторів філософії» (англ. The City of Trees and PhDs).

## Географія

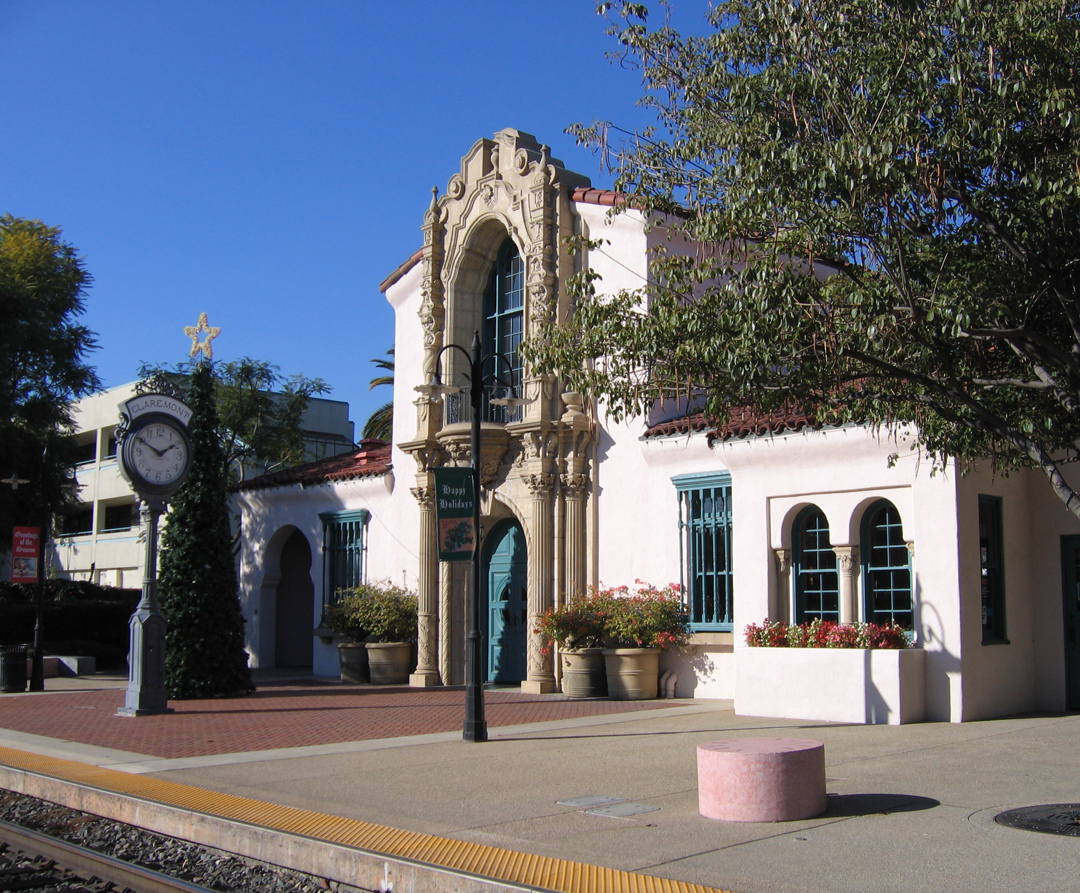
Станція Клермонт на лінії Метролінк

Клермонт розташований за координатами 34°7′31″ пн. ш. 117°42′49″ зх. д. / 34.12528° пн. ш. 117.71361° зх. д. (34.125192, -117.713725).  За даними Бюро перепису населення США в 2010 році місто мало площу 34,93 км², з яких 34,57 км² — суходіл та 0,36 км² — водойми.
Місто розташоване на сході округу Лос-Анджелес та розташовується в горах Сан-Габріель. На сході місто межує з сусіднім округом Сан-Бернардіно.

### Клімат
Тип клімату Клермонта — середземноморський  (див. Класифікація кліматів Кеппена) .
| Клімат : Клермонт     | Клімат : Клермонт | Клімат : Клермонт | Клімат : Клермонт | Клімат : Клермонт | Клімат : Клермонт | Клімат : Клермонт | Клімат : Клермонт | Клімат : Клермонт | Клімат : Клермонт | Клімат : Клермонт | Клімат : Клермонт | Клімат : Клермонт | Клімат : Клермонт |
| Показник              | Січ.              | Лют.              | Бер.              | Квіт.             | Трав.             | Черв.             | Лип.              | Серп.             | Вер.              | Жовт.             | Лист.             | Груд.             | Рік               |
| Середній максимум, °C | 20,0              | 20,6              | 21,7              | 24,4              | 26,1              | 28,9              | 32,2              | 33,3              | 31,7              | 26,7              | 23,3              | 20,0              | 25,6              |
| Середній мінімум, °C  | 6,1               | 7,2               | 8,3               | 9,4               | 12,2              | 14,4              | 16,7              | 16,7              | 15,6              | 12,8              | 8,3               | 5,6               | 11,1              |
| Норма опадів, мм      | 79                | 121               | 67                | 30                | 6                 | 2                 | 0                 | 1                 | 4                 | 27                | 41                | 62                | 440               |
| --------------------- | ----------------- | ----------------- | ----------------- | ----------------- | ----------------- | ----------------- | ----------------- | ----------------- | ----------------- | ----------------- | ----------------- | ----------------- | ----------------- |
| Джерело:              |                   |                   |                   |                   |                   |                   |                   |                   |                   |                   |                   |                   |                   |

## Демографія
Згідно з переписом 2010 року, у місті мешкало 34 926 осіб у 11 608 домогосподарствах у складі 7925 родин. Густота населення становила 1000 осіб/км².  Було 12156 помешкань (348/км²).
Расовий склад населення:
| - 70,6 % — білих - 13,1 % — азіатів - 4,7 % — чорних або афроамериканців - 0,5 % — корінних американців - 0,1 % — вихідців з тихоокеанських островів - 5,8 % — осіб інших рас |

До двох чи більше рас належало 5,2 %. Частка іспаномовних становила 19,8 % від усіх жителів.
За віковим діапазоном населення розподілялося таким чином: 18,5 % — особи молодші 18 років, 65,0 % — особи у віці 18—64 років, 16,5 % — особи у віці 65 років та старші. Медіана віку мешканця становила 38,6 року. На 100 осіб жіночої статі у місті припадало 88,4 чоловіків;  на 100 жінок у віці від 18 років та старших — 84,7 чоловіків також старших 18 років.
Середній дохід на одне домашнє господарство  становив 115 022 долари США (медіана — 88 523), а середній дохід на одну сім'ю — 133 916 доларів (медіана — 110 369). Медіана доходів становила 75 953 долари для чоловіків та 60 332 долари для жінок. За межею бідності перебувало 8,2 % осіб, у тому числі 9,5 % дітей у віці до 18 років та 4,4 % осіб у віці 65 років та старших.
Цивільне працевлаштоване населення становило 16 128 осіб. Основні галузі зайнятості: освіта, охорона здоров'я та соціальна допомога — 38,6 %, науковці, спеціалісти, менеджери — 12,1 %, роздрібна торгівля — 8,6 %, мистецтво, розваги та відпочинок — 7,5 %.
За даними перепису 2000 року, населення Клермонта становить 33 998 осіб, 11 281 домогосподарство і 7806 сімей, що проживають в місті. Густота населення дорівнює 999,0 чол/км. У місті 11 559 одиниць житла із середньою щільністю 339,6 од/км². Расовий склад міста включає 73,48% білих, 4,98% чорних або афроамериканців, 0,56% корінних американців, 11,51% азіатів, 0,13% вихідців з тихоокеанських островів, 5,20% представників інших рас та 4,14% представників двох і більше рас. 15,36% з усіх рас — латиноамериканці.
З 11 281 домогосподарства 31,3% мають дітей віком до 18 років, 55,7% є подружніми парами, які проживають разом, 10,4% є жінками, що живуть без чоловіків, а 30,8% не мають родини. 24,9% всіх домогосподарств складаються з окремих осіб, в 10,6% домогосподарств проживають самотні люди у віці 65 років та старше. Середній розмір домогосподарства склав 2,56, а середній розмір родини — 3,08.
У місті проживає 20,7% населення віком до 18 років, 18,6% від 18 до 24 років, 22,8% від 25 до 44 років, 23,3% від 45 до 64 років, і 14,6% у віці 65 років та старше. Середній вік населення — 36 років. На кожні 100 жінок припадає 88,6 чоловіків. На кожні 100 жінок у віці 18 років та старше припадає 85,1 чоловіків.
Середній дохід на домашнє господарство склав $83 342, а середній дохід на сім'ю $107 287. Дохід на душу населення дорівнює $39 648. Близько 3,5% сімей мають дохід нижче прожиткового рівня.

## Славетні нинішні та колишні жителі
- Buckethead — американський музикант, автор пісень та віртуоз гітари
- Snoop Dogg — афроамериканський репер, продюсер та актор
- We Are Scientists — американська рок-група
- Альба Джессіка — американська актриса
- Баум Лаймен Френк — американський письменник, «творець» чарівної країни Оз
- Блейк Аманда — американська кіноактриса чорно-білого кіно
- Друкер Пітер Фердинанд — американський вчений австрійського походження; економіст, публіцист, педагог
- Заппа Френк Вінсент — американський гітарист, композитор, співак, кінорежисер та сатирик
- Лав Стенлі Глен — американський вчений та астронавт
- Харпер Бен — американський співак, композитор та музикант